# تپش قلب (مجموعه تلویزیونی)
تپش قلب (انگلیسی: Heartbeat) یک مجموعهٔ درام تاریخی بریتانیایی است که بین سال‌های ۱۹۹۲ تا ۲۰۱۰ میلادی از شبکهٔ آی‌تی‌وی پخش می‌شد.

## بازیگران
- درک فولدز
- ویلیام سیمونز
- روپرت ونسیتارت
- جان داتین
- گوئن تیلور
- روپرت وارد-لوئیس
- فیلیپ جکسون
- سو هولدرنس
- جولیا هاورث
- جولی گراهام
- پنی مورل
- کالین بیوکانن
- متیو مارش
- نیک ویلتون
- پل نیکلاس
- کیلی فورسایت
- مالکوم استادِرد